# Filialkirche Hohenburg (Lurnfeld)

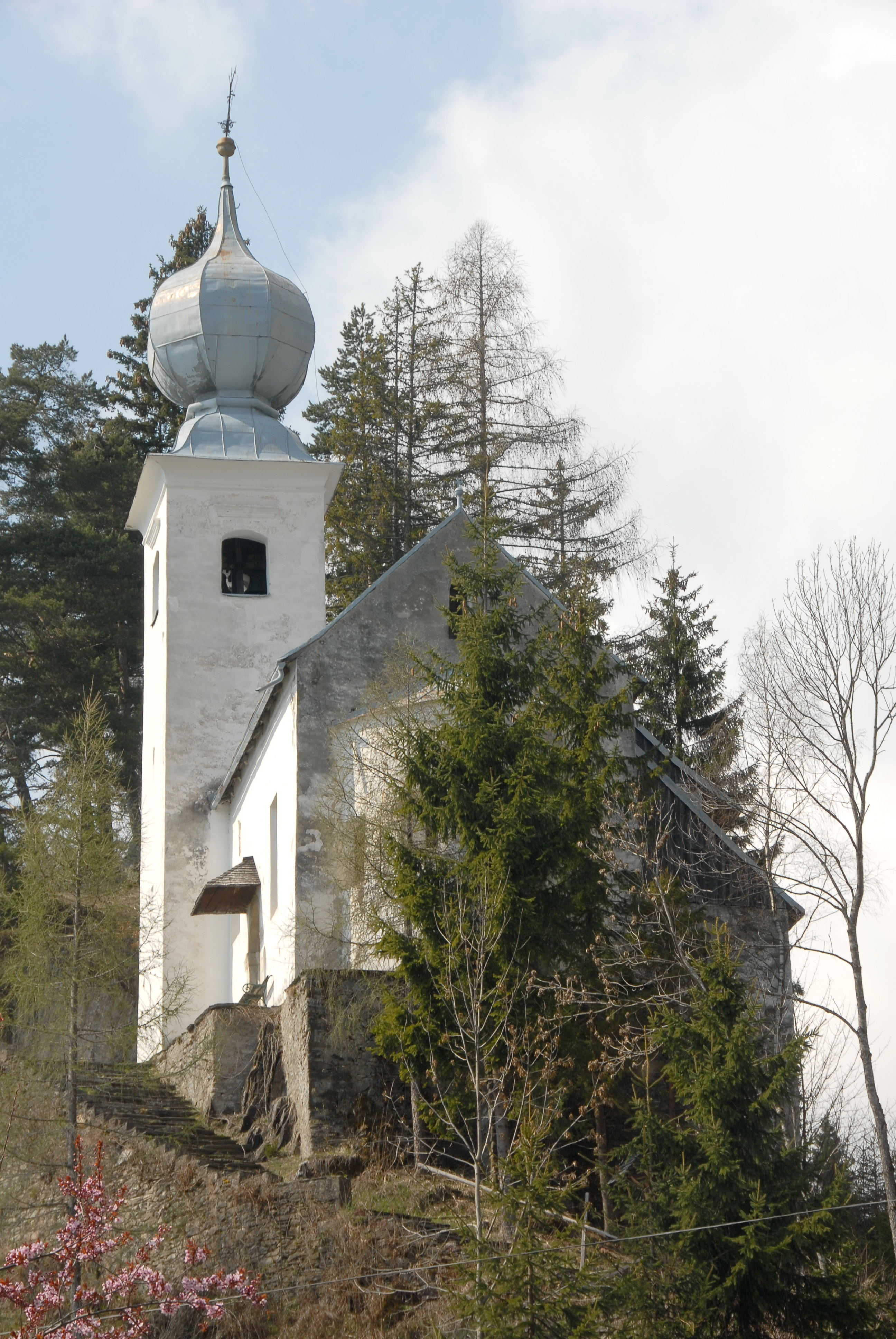

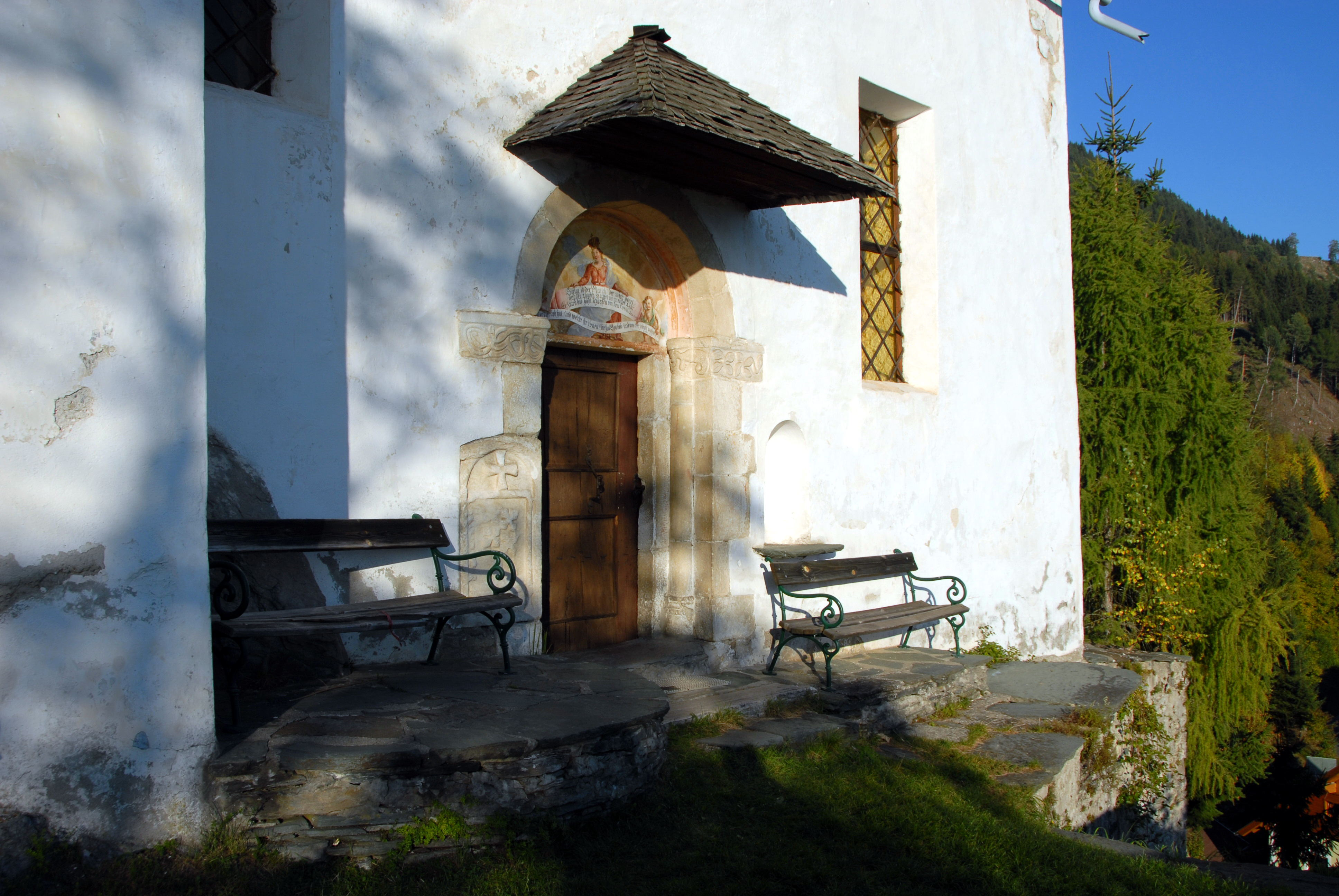
Portal

Die Filialkirche Maria Hohenburg steht weithin sichtbar auf einem nach Süden steil abfallenden Felsen nordwestlich von Pusarnitz in der Gemeinde Lurnfeld. Die Filialkirche der Pfarre Pusarnitz wurde 1706 über der 1473 erwähnten Markuskirche zu einer Wallfahrtskirche ausgebaut.

## Baubeschreibung
Die Kirche besteht aus einem kurzen, einschiffigen Langhaus über unregelmäßigem Grundriss und einer halbkreisförmigen Apsis, die von der romanischen Vorgängerkapelle stammt. An der Nordseite ist eine Sakristei angebaut. Der gotische Südturm wird von einem barocken Zwiebelhelm bekrönt. Am romanischen Südportal sind ein ornamentaler Relieffries mit Flechtbandwerk und einer Tiergestalt sowie eine Reliefplatte mit Kreuz aus dem 12./13. Jahrhundert eingemauert.
Im Inneren ist das Langhaus flach gedeckt, der Triumphbogen durch Chronogramm mit 1765 bezeichnet. Ein kunstvoll geschmiedetes Gitter trennt den Altarraum vom Langhaus.

## Einrichtung
Der reich mit Akanthus geschmückte Hochaltar von 1714 trägt über dem Tabernakel eine Kopie des Gnadenbildes „Unsere Liebe Frau von Altötting“ und darüber eine Schnitzgruppe der Krönung Mariens. Deren Marienfigur sowie das ursprüngliche Gnadenbild wurden 1973 gestohlen. Die Oberbilder zeigen den Evangelisten Markus und seitlich die Heiligen Erasmus und Laurentius.
Die Seitenaltäre entstanden um 1720. Der Altar links vorne trägt die Statue des heiligen Johannes Nepomuk und zeigt am Altarblatt den heiligen Bruder Konrad von Altötting und am Oberbild den heiligen Georg. Am rechten Altar sind die Heiligen Antonius von Padua und Florian dargestellt. Am zweiten nördlichen Seitenaltar steht die Figur der heiligen Anna, flankiert von den Heiligen Katharina und Barbara. Das Mittelbild gibt die Heilige Sippe wieder, das Oberbild den heiligen Franz Xaver. 
Die Kanzel aus dem ersten Viertel des 18. Jahrhunderts wurde 1739 von Anton Miller gefasst und trägt am Kanzelkorb die Statuetten der Evangelisten und am Schalldeckel die Büste Gottvaters. Das daneben angebrachte Holzrelief der Kreuztragung Christi vom Anfang des 16. Jahrhunderts war wohl die Predella eines zerstörten Altars. 
Neben dem Seitenportal steht ein eisenbeschlagener Opferstock.
Zur weiteren Ausstattung der Kirche zählen Votivbilder aus dem frühen 18. Jahrhundert, wie die Darstellung eines Kranken und der zwölf Nothelfer von 1724, ein Votivbild der Christina Priesinger von 1712 und ein Votivbild von 1703.